# Paczka (ubiór)

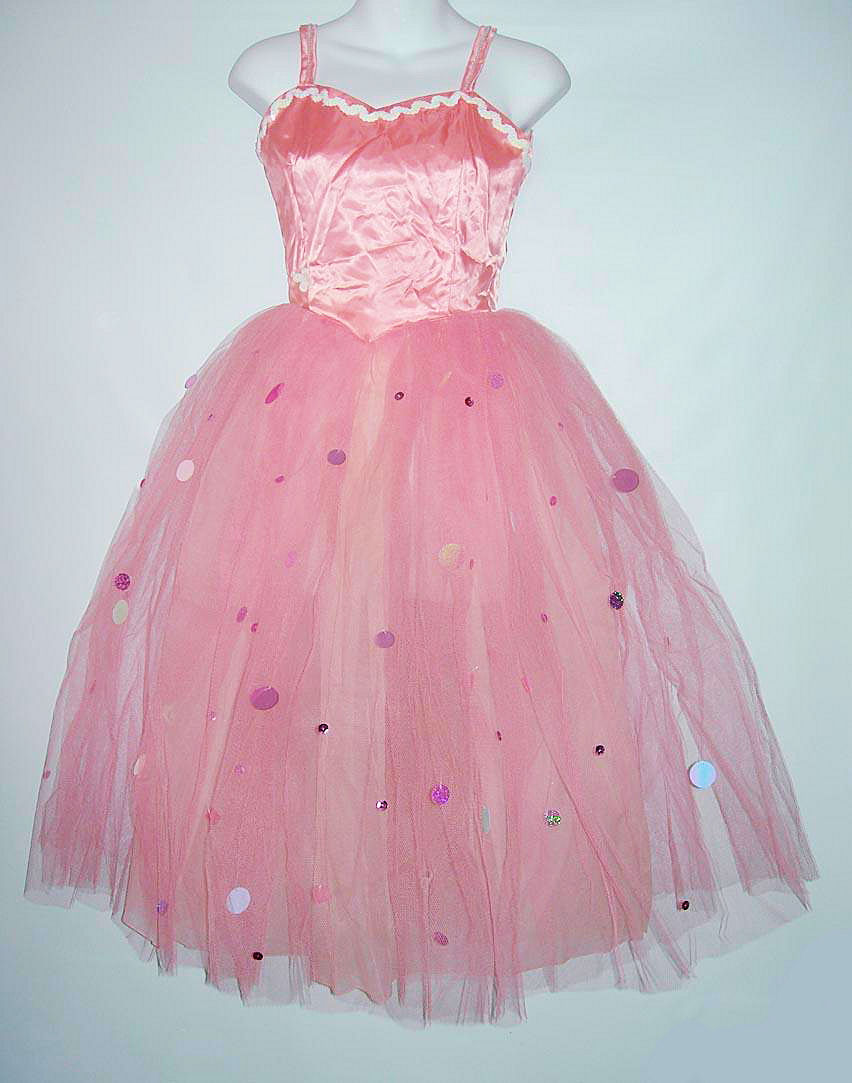
Paczka romantyczna

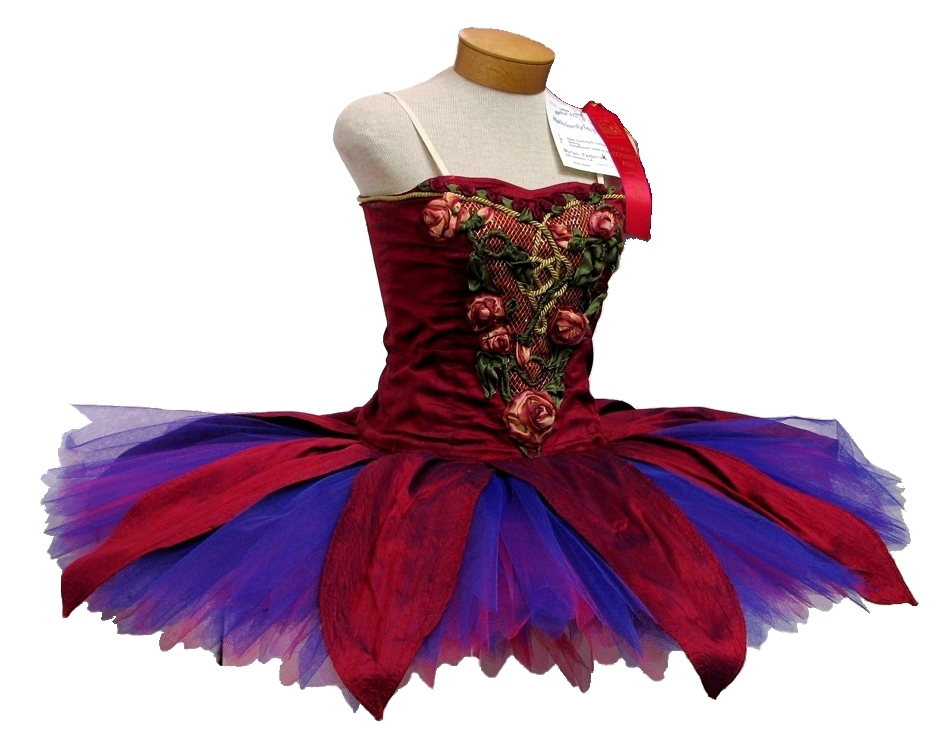
Paczka – tutu (kolorowa)

Paczka – spódniczka baletowa. Rozróżnia się dwie formy kostiumu:
- paczka romantyczna – spódnica sięgająca za kolana tancerki, wykonana z tiulu lub muślinu. Historia jej pojawienia związana jest ściśle z rozwojem baletu romantycznego, w którym na scenie pojawiły się tancerki tańczące na palcach, mające przypominać duchy lub zjawy. Przykładowym baletem, w którym można zobaczyć ten rodzaj kostiumu, jest Giselle.
- tutu – krótka, sztywno stercząca spódniczka, która narodziła się poprzez stopniowe skracanie kostiumu. Ułatwia wykonywanie piruetów, skoków i skomplikowanych ewolucji, ponieważ odsłania całą długość nóg baletnicy. Taki rodzaj paczki można zobaczyć w wielu klasycznych baletach, np. Jezioro łabędzie, Śpiąca królewna (Wróżka Bzu, królewna Aurora), Dziadek do orzechów (śnieżynki, Cukrowa Wieszczka, kwiaty) czy Coppélia.